# La Serna (Valderredible)
La Serna es una localidad el municipio de Valderredible (Cantabria, España).  Está situado a 1030 metros sobre el nivel del mar, y está a 12 kilómetros de distancia de la capital municipal, Polientes. En el año 2024 la localidad contaba con una población de seis habitantes (INE).

## Paisaje y naturaleza
Se llega a La Serna de Ebro por una carretera que asciende por el espinar de una sierra desde la que se tiene un excelente control visual de los montes y pastos de la zona centro de Valderredible, si miramos hacia poniente, y de los bordes rocosos del páramo de la Lora y los montes de Bricia y Rucandio, si miramos hacia saliente. Desde el collado que corre por el norte del pueblo nos podemos hacer una idea aproximada de la magnitud del famoso monte Hijedo, bosque profundísimo dominado por la especie “Quercus petraea” o roble albar que forma unos de los ecosistemas más sobresalientes de Cantabria.

## Patrimonio histórico
La elevada altitud (1047 m) y la lejanía con respecto a núcleos importantes de población han contribuido, en buena manera, a que en el casco urbano de La Serna se hayan mantenido los procedimientos constructivos de la arquitectura tradicional. La adaptación a un medio tan duro como este exige ciertas dosis de ingenio a la hora de afrontar problemas de la vida cotidiana, como ocurre con la fuente-pilón del pueblo, que se excavó en la roca aprovechando un pequeño afloramiento de arenisca. La iglesia parroquial tiene advocación a San Dionisio, siendo un modesto edificio construido, en parte, en el siglo XVI.